# Daumen

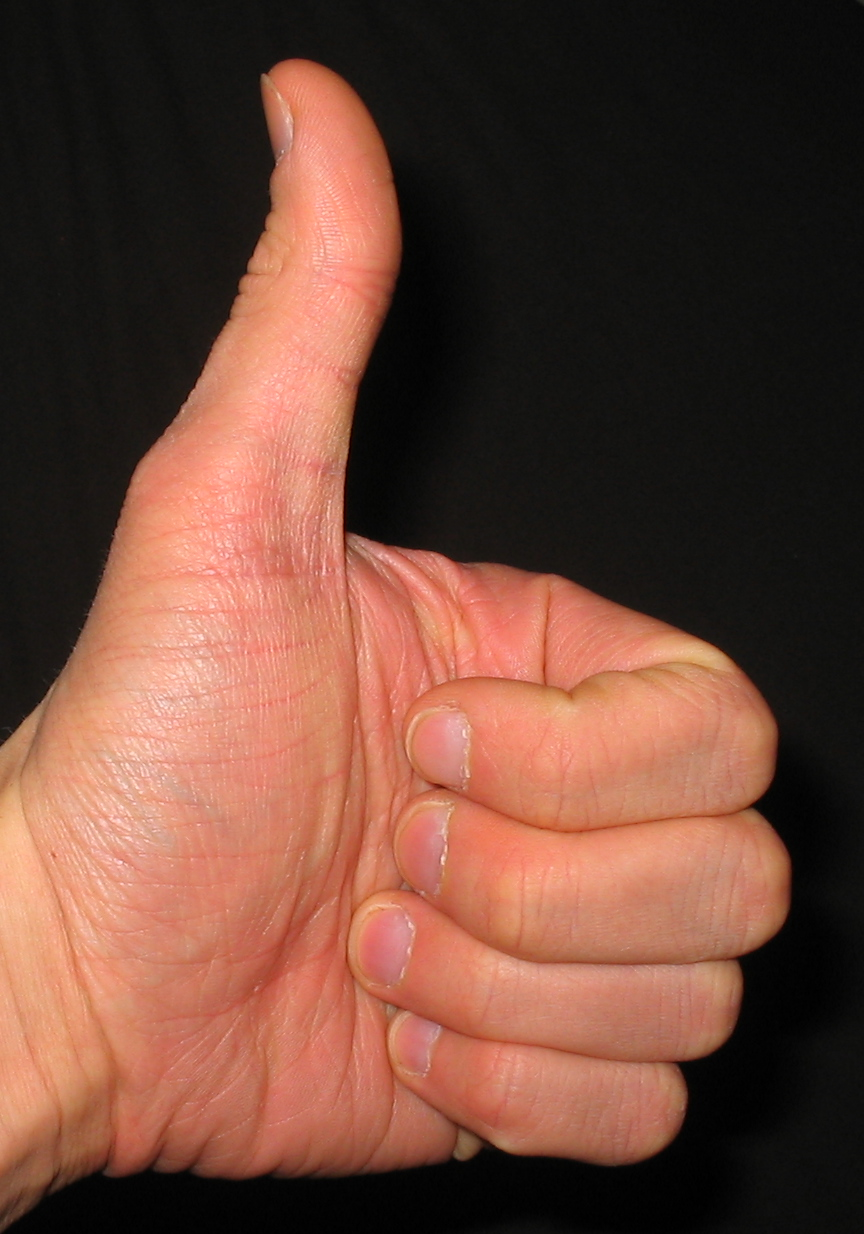
Der Daumen

Fingerknochen (grün, blau [nicht am Daumen] und rosa)

Der Daumen (lateinisch Pollex oder Digitus primus manus) ist der erste und stärkste der fünf Finger einer Hand und nimmt unter den Fingern aufgrund seiner anderen Bewegungsmöglichkeiten eine Sonderstellung ein.
Im Gegensatz zu den anderen Fingern besteht er anatomisch nur aus zwei Fingergliedknochen, Phalanx proximalis und distalis. Funktionell kann aber ebenso der erste Mittelhandknochen (Os metacarpale I) dem Daumen zugehörig gezählt werden. Dessen Artikulation mittels des Daumensattelgelenks ermöglicht die erhöhte Bewegungsfreiheit des Daumens.
Am distalen Ende des Os metacarpale I befindet sich häufig ein Sesambein.

## Funktionelle Möglichkeiten
Alle Altweltaffen besitzen einen opponierbaren Daumen. Die Oppositionsstellung des Daumens ermöglicht den Faustschluss und verbessert die Greiffunktion entscheidend – ein evolutionärer Entwicklungssprung dieser Primaten gegenüber Neuweltaffen und anderen Säugetieren. Neuweltaffen können den Daumen nur adduzieren, nicht opponieren. Bei Primaten mit opponierbarem Daumen ist die Muskulatur des Daumens sehr differenziert ausgeprägt und es sind insgesamt neun Einzelmuskeln mit verschiedenen Funktionen um ihn herumgruppiert. Dies grenzt den Daumen deutlich von den anderen Fingern ab. Daher ist er evolutionstechnisch gesehen auch kein Finger im eigentlichen Sinne. Auch die für die Bewegung und Empfindlichkeit des Daumens verantwortlichen Hirnareale sind deutlich größer als die der anderen Finger. Die Wurzel des Daumens wird Maus genannt.
Der Daumenfingernagel wächst am langsamsten von allen und rollt sich, wenn man ihn lang genug wachsen lässt, zu einer Spirale zusammen.

Geldzähldaumen

Einige Menschen haben die Fähigkeit, das Endglied des Daumens bis beinahe im rechten Winkel zurückzubiegen. Diese Eigenschaft wird nicht von einem einzelnen Gen gesteuert und wird fälschlicherweise oft als einfaches Beispiel für die Grundlagen der Vererbung benutzt.

## Entstehungsgeschichte des Daumengelenks
Bis zu 80 % der Frauen im Alter von über 40 Jahren sind von der Rhizarthrose betroffen. Das liegt an einer Wachstumsstörung, die dazu führt, dass der Sattel des Sattelgelenks bei Frauen häufig schräg steht. Die Tatsache, dass die Rhizarthrose so häufig vorkommt, hängt damit zusammen, dass das betreffende Daumengelenk – gemessen an der Dauer der Entstehungsgeschichte des Menschen – relativ „jung“ ist, nämlich acht Millionen Jahre. Erst durch dieses spezielle Gelenk bekam der Mensch die Möglichkeit, Gegenstände richtig fest zu halten und beispielsweise Flöte zu spielen. Weil aber dieses Gelenk in der Entstehungsgeschichte des Menschen erst sehr spät entstand und deshalb relativ „jung“ ist, ist es noch nicht perfekt ausgebildet und nicht so belastbar, wie es wünschenswert wäre.

## Anomalien
Der Doppeldaumen ist die häufigste Fehlbildung der menschlichen Hand. Wesentlich seltener findet sich ein dreigliedriger Daumen (Triphalangealer Daumen).
Eine bemerkenswerte Anomalie des Daumens ist die Brachydaktylie Typ D. Hierbei ist das Endglied des Daumens und der zugehörige Fingernagel verkürzt. Form und Maß der Ausprägung können unterschiedlich stark sein, wobei Frauen häufiger als Männer betroffen sind. Es tritt neben einer beidseitigen auch eine einseitige Ausprägung auf.

## Wortherkunft
Althochdeutsch dūm(o), mittelhochdeutsch dūme und später daume.
Aus dem westgermanischen Wortstamm *thūman-, wörtlich „besonders stark(er) oder kräftig(er) (Finger)“, aber auch „Daumenbreit, Zoll“. Auf urindogermanisch *tum- zurückzuführen (vergleiche lateinisch tumere „geschwollen sein“ oder Tumor).

## Ausdrücke
Wegen der Besonderheit des Daumens unter den menschlichen Fingern haben sich zahlreiche Ausdrücke mit dem Daumen gebildet:
- Daumenregel
- Grüner Daumen für Menschen mit Geschick im Umgang mit Pflanzen,
- (den/die) Daumen drücken, wenn man jemandem den guten Ausgang einer Unternehmung wünscht,
- Daumen drehen bzw. Däumchen drehen als Ausdruck der Langeweile,
- Pi mal Daumen als Synonym für „ungefähr“,
- Daumensprung, Schätzen der Entfernung mit Hilfe des eigenen Daumens („über den Daumen peilen“),
- Als Däumling wird im Märchen eine menschliche Gestalt bezeichnet, die nicht größer als ein Daumen ist,
- Geldzählerdaumen haben Menschen, die ihre Daumenendglieder rechtwinklig (90 Grad) über die Streckung hinaus verbiegen können (Daumenreflexion). Meist passiv durch Gegendruck, aber auch aktiv durch Muskelkraft. Besonders häufig kommt es bei Mädchen und Frauen vor.
- Den Daumen drauf haben: die Symbolik wird von der besonderen Funktion für das Greifen abgeleitet.
- „Thumbnail“ (englisch) – als Bezeichnung für ein (nur daumennagelgroßes) Vorschaubild.
- als Beiname bzw. Epitheton, z. B. Ulrich mit dem Daumen

## Trivia
In Beccles, einer Kleinstadt in Suffolk (England), findet jährlich im Sommer die Weltmeisterschaft im Daumen-Ringen („World Thumb Wrestling Championship“) statt. Der Brite Paul Browse gewann bei den Männern 2019 zum vierten Mal in Folge die Weltmeisterschaft. Seine Schwiegermutter gewann den Wettbewerb bei den Frauen.